# Загрійчук Лариса Михайлівна
Загрійчук Лариса Михайлівна — учителька-методистка, лауреатка педагогічної премії ім. Богдана Ступарика; заслужена вчителька України.

## Життєпис
Народилася 3 квітня 1972 року в місті Івано-Франківську в родині службовців. Навчалася в ЗШ № 10  міста Івано-Франківська, яку закінчила в 1989 з золотою медаллю.
Після завершення у 1996 році Прикарпатського національного університету ім. Василя Стефаника  здобула спеціальність «Педагогіка, методика початкового навчання та музика» і розпочала педагогічну діяльність на посаді учителя початкових класів початкової школи-садка № 5. З 1997 року працює в приватній школі-садку «Перша ластівка». У 2003 році здобула другу вищу освіту за спеціальністю "Учитель християнської етики".

## Педагогічна діяльність
Лариса Загрійчук — спеціаліст вищої категорії, «учитель-методист». Учитель-новатор, активно впроваджує інноваційні методи навчання в роботу з дітьми: компетентнісне навчання на основі нейродидактики, коуч-технології.
З 2002 року — керівник творчої групи вчителів розвивального навчання, керівник методичного об'єднання вчителів початкових класів школи, позаштатний лектор ОІППО (авторські курси на тему «Формування культури здоров'я молодших школярів шляхом впровадження здоров'язбережувальних освітніх технологій»).
2012 - 2015  рр.— керівник АТМП учителів початкових класів Івано- Франківської області.
Із 2016 р. — керівник творчої групи вчителів, які впроваджують здоров'язбережувальні технології.

## Педагогічні технології
- Тренер ВФ «Крок за кроком».
- Програми: Особистісно орієнтоване навчання
- Розвивальне навчання Д. Ельконін, В. Давидов
- Читання та письмо для розвитку критичного мислення
- Образне мислення
- Росток

## Публікації
Лариса Загрійчук є автором педагогічних публікацій:
- Навчально-методичний посібник для вчителів «Формування культури здоров'я молодших школярів» 2015 р. (схвалено Міністерством освіти і науки України до використання в загальноосвітніх навчальних закладах).
- Автор статей з розвивального навчання. Друкувалася в журналах «Початкова школа»[4], «Джерела», газеті «Освітянське слово».

Співавтор посібників з розвивального навчання:
- «Перші кроки шкільного життя»[5];
- «Контрольні роботи для учнів початкових класів за програмою розвивального навчання»,
- «Конспекти уроків для вчителів, які працюють за програмою розвивального навчання».

## Нагороди
Нагороджена Грамотою Міністерства освіти та науки України у 2006, Почесною грамотою Кабінету Міністрів України у 2006 р.
Лауреат педагогічної премії ім. Богдана Ступарика.